# جان رومر
جان رومر (بالبولندية: Jan Romer)‏ هو ضابط بولندي، ولد في 1869 في لفيف في أوكرانيا، وتوفي في 1934 في وارسو في بولندا.